# هشام إبراهيم
هشام إبراهيم فتوح (مواليد 1977) ضابط درزي في الجيش الإسرائيلي برتبة عقيد. شغل منصب قائد اللواء 460 مدرع. وكان سابقًا نائب قائد فرقة الجليل وقائد لواء القبضة الحديدية وقائد الكتيبة 532 وقائد الكتيبة 82 .

## السيرة الذاتية
ولد إبراهيم ونشأ في بلدة المغاروتم تجنيده بسلاح المدرعات، تحديدًا في الكتيبة 77 في لواء السابع المدرع. تلقى تدريبات كمقاتل وقائد دبابة وضابط مدرعات. بعد تلك التدريبات عاد إلى الكتيبة 77 المدرعة وعُين قائد فصيلة، وشارك في القتال في جنوب لبنان، من بين أمور أخرى في قلعة الشقيف  خدم لاحقًا كقائد سرية في الكتيبة ، ثم عُين نائبًا لقائد الكتيبة 77. فيما بعد شغل منصب ضابط العمليات في لواء الوادي. ثم تم تعيينه مساعد مدير عام للفرقة السابعة.
في عام 2010 تمت ترقيته إلى رتبة مقدم وعُين قائداً للكتيبة 82 باللواء السابع، وخدم في هذا المنصب حتى عام 2012. بعد ذلك تم تعيينه قائداً للكتيبة 532 في اللواء 460 بين عامي 2012 و2014، وفي عام 2015 تمت ترقيته إلى رتبة عقيد وتعيينه قائداً للواء. في 2017، ثم عُين نائباً لقائد فرقة الجليل بين عامي 2017 و2019. في 26 مايو 2019 عيّن قائداً للواء 460 .
في عام 2020 ، بلغت المنارة ذروتها في حفل إضاءة المنارة في اليوم الثاني والسبعين لاستقلال دولة إسرائيل. 
يعيش إبراهيم في المغار، متزوج وأب لأربعة أولاد.

## وصلات خارجية
- יואב לימור
- المتحدث باسم الجيش الإسرائيلي ، "إلى مجد دولة إسرائيل: العقيد هشام إبراهيم سيقود منارة الجيش الإسرائيلي في يوم الاستقلال الثاني والسبعين" ، على موقع الجيش الإسرائيلي ، 1 أبريل ، 2020.